# Tapura letestui
Tapura letestui là một loài thực vật thuộc họ Dichapetalaceae. Loài này có ở Cộng hòa Congo và Gabon.